# Nilothauma pictipenne
Nilothauma pictipenne är en tvåvingeart som beskrevs av Jean-Jacques Kieffer 1927. Nilothauma pictipenne ingår i släktet Nilothauma och familjen fjädermyggor. Inga underarter finns listade i Catalogue of Life.